# Dombrosiacos
Dombrosiacos es el nombre que recibieron los voluntarios de las brigadas internacionales de origen polaco que fueron a España durante la Guerra Civil para luchar del lado republicano. Muchos de ellos después también combatieron en la Segunda Guerra Mundial.
El dombrosiaco más famoso, el "general Walter" (Karol Swierczewski), fue jefe de la 35.ª División Internacional que defendió a la República Española, pero, perdida la guerra de España, retornó a Polonia y de allí, cuando fue ocupada por los nazis, huyó a la Unión Soviética. Volvió a empuñar las armas cuando Hitler atacó a la Unión Soviética y participó en la liberación de Checoslovaquia. Ese brigadista, ya como viceministro de Defensa de la Polonia de posguerra, murió en una emboscada tendida por los nacionalistas ucranios. Apenas unos meses después de que cayese el comunismo en Polonia, el nuevo poder quitó su nombre de una de las principales avenidas varsovianas. 
Los dombrosiacos también vieron desaparecer las columnas de la tumba del soldado desconocido en Varsovia, en las que están inscritos los nombres de todas las principales batallas libradas por los polacos, la batalla del Ebro, batalla de Brunete y la batalla del Jarama. 